# 아비시니아 위기

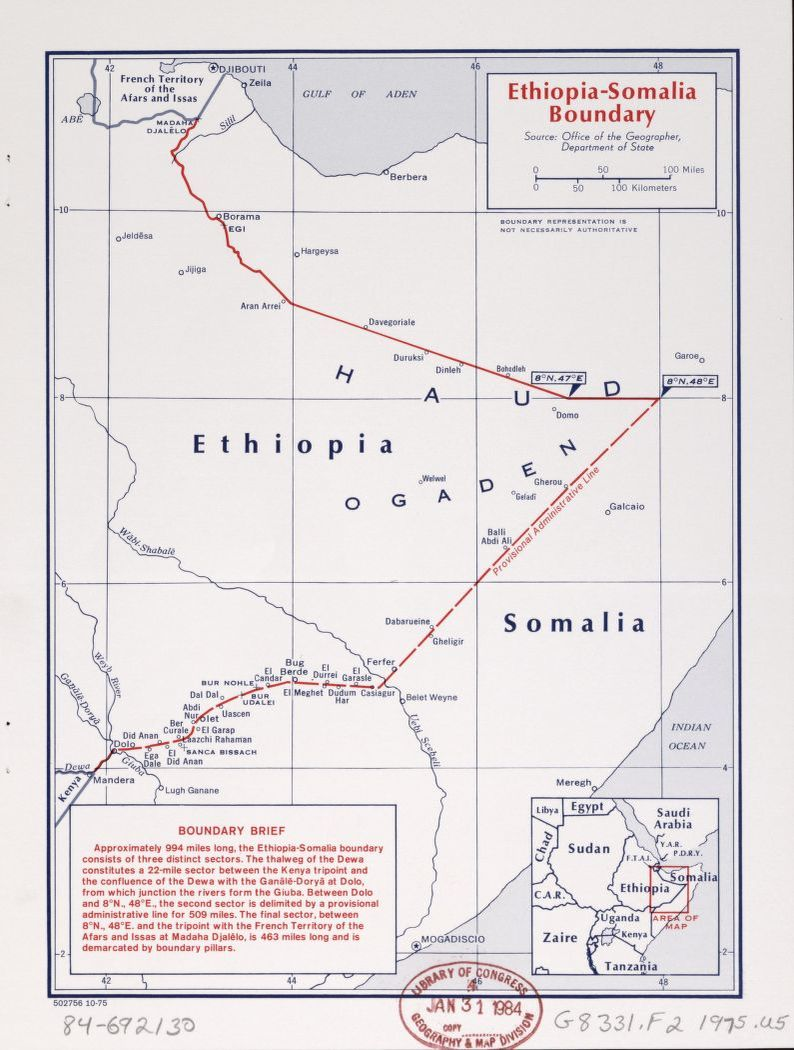
아비시니아 위기가 발생한 오가덴 지역의 지도. 오가덴 가운데에 있는 'WalWal'이 위기의 중심지였던 월월 마을이다.

아비시니아 위기(암하라어: አቢሲኒያ ቀውስ 아비시니야 크에위시, 이탈리아어: La crisi abissina 라 크리시 아비시나[*])는 1934년 이탈리아 왕국과 에티오피아 제국(당시 아비시니아라고 불림) 사이 분쟁 도중 월월에서 발생한 사건으로 고조된 국제적 위기이다. 국제 연맹은 이탈리아 제국에 위기 책임이 있다고 보고 경제 제재를 가했지만 제대로 이행되지 않았다. 이탈리아는 제재를 무시하고 국제 연맹을 탈퇴했으며, 이탈리아가 제2차 이탈리아-에티오피아 전쟁에서 승리하자 대영제국과 프랑스 제3공화국과 특별합의를 맺고서는 에티오피아를 최종적으로 점령하고 완전히 흡수했다. 아비시시아 위기는 국제 연맹의 신뢰도를 매우 하락시킨 사건으로 지목받는다.

## 월월 사건
1928년 이탈리아-에티오피아 조약에 따르면 이탈리아령 소말릴란드와 에티오피아 사이 국경은 바나디르주 해안에서 평행하게 21 리그(약 118.3 km) 길이만큼 떨어지게 그어져 있었다. 1930년 이탈리아는 해안에서 21리그보다 훨씬 더 내륙에 있는 오가덴 동부 월월 오아시스에 요새를 건설했다. 당시에는 요새가 양국간 국경이 모호한 경계 지역에 있었으며 현재는 에티오피아 국경 안쪽 130 km에 있는 에티오피아의 영토이다.
1934년 9월 29일 이탈리아와 에티오피아는 양국 모두 서로를 향한 침략전쟁을 하지 않겠다는 공동성명을 발표했다.
1934년 11월 22일 1천명의 에티오피아 민병대와 피타우라리 3명(에티오피아의 정치장교)가 월월 인근에 도착하여 그곳에 주둔하던 약 60명의 이탈리아 두바트 주둔군에게 철수하라고 요구했다. 주둔군을 지휘하던 소말리인 부사관은 철수를 거부하고 약 20 km 떨어져 있던 우아르다르 주둔군 사령관인 심마루타에게 발생한 사건을 보고했다.
다음 날 영국령 소말릴란드과 에티오피아 사이 국경을 조사하는 과정에서 영국-에티오피아 국경위원회가 월월에 도착했다. 위원회는 새로 증파된 이탈리아군과 마주쳤다. 영국 국경위원회 위원은 이에 항의했지만 국제 사건으로 확대되는 일을 막기 위해 철수했다. 하지만 에티오피아 국경위원회 위원은 월월에 계속 남았다.
12월 5일에서 7일까지 명확하게 밝혀지지 않은 이유로 이탈리아군 소속 소말리인 주둔군과 에티오피아 무장 세력 간 무력 충돌이 발생했다. 이탈리아는 에티오피아 측이 소총과 기관총으로 소말리인을 공격했다고 주장했다. 에티오피아는 이탈리아 측이 에티오피아를 공격했고 그 과정에서 전차 2대와 항공기 3대도 동원되었다고 주장했다. 결국 충돌로 에티오피아인 107명과 이탈리아인 및 소말리인 50명이 사망했다.
양쪽 모두 분쟁 확대를 피하기 위한 조치를 취하지 않았다. 에티오피아는 이탈리아 주둔군을 지속적으로 무력 공격 위협을 반복했고 이탈리아는 에티오피아 상공에 항공기 2기를 파견했다. 두 기 중 1기는 에티오피아인 사이에 있는 심마루타 대위를 보고 그가 포로로 잡혔다고 생각하며 지상에 기관총을 발사했으나 지상에서는 이를 눈치채지 못했다.

## 국제적 반응과 후속 조치
1934년 12월 6일 에티오피아의 하일레 셀라시에 황제는 이탈리아의 월월 침략을 항의했다. 반면 12월 8일 이탈리아는 에티오피아의 침략에 대해 항의했다. 또한 11일에는 후속 사과 조치로 재정적, 전략적 보상을 요구했다.
1935년 1월 3일 에티오피아는 국제 연맹에 월월 사건으로 인한 분쟁의 중재를 요청했다. 하지만 국제 연맹은 확실한 결정을 내리지 않았다. 국제 연맹 중재위원회의 후속 분석에서는 양 측 모두 분쟁에 과실이 있다는 결론으로 내려졌다.
한편 에티오피아의 중재 요청 직후 프랑스 유럽 및 외무부 장관 피에르 라발와 영국의 외무장관 새무얼 호어가 로마에서 이탈리아의 독재자 베니토 무솔리니를 만났다. 1935년 1월 7일에는 라발과 무솔리니의 회담 이후 프랑스-이탈리아 협정이 발표되어 이탈리아에게 프랑스령 소말릴란드(현 지부티)의 일부를 양도하고 프랑스령 튀니지에서 이탈리아의 공식 지위를 재정의하고 본질적으로 이탈리아에게 에티오피아의 처분을 자유롭게 할 수 있도록 묵인하는 대신 대독전선에 이탈리아가 참여하는 조항이 합의되었다.
1월 25일에는 월월 인근에서 이탈리아의 아스카리 현지 병사 5명이 에티오피아군의 공격으로 사망했다.
2월 10일에는 무솔리니가 2개 사단 동원을 명령했다. 2월 23일 무솔리니는 에티오피아와 동북쪽으로 접해 있는 이탈리아령 에리트레아와 동남쪽에 접해 있는 이탈리아령 소말릴란드에 많은 병력을 파견하기 시작했다. 이런 군사력 증강에 대해 국제적인 항의는 없었다.
10월 3일, 국제 연맹이 공식적으로 월월 사건에 대해 양 측에 책임이 없다고 발표하자 에리트레아의 이탈리아군은 어떠한 선전포고도 없이 에티오피아를 침공하며 제2차 이탈리아-에티오피아 전쟁이 발발했다.

## 같이 보기
- 제2차 이탈리아-에티오피아 전쟁
- 켈로그-브리앙 조약

## 참고 문헌
- Baer, George W. Test Case: Italy, Ethiopia, and the League of Nations (1976).
- Barker, A.J. (1971). 《Rape of Ethiopia, 1936》. New York: Ballantine Books. 160 pages쪽. ISBN 978-0-345-02462-6.
- Corthorn, Paul Steven. "The British Labour Party and the League of Nations 1933–5" (PhD disst. Durham University, 1999). online.
- Fronczak, Joseph. "Local People’s Global Politics: A Transnational History of the Hands Off Ethiopia Movement of 1935" Diplomatic History (2014): doi:10.1093/dh/dht127
- Kent, Peter G. "Between Rome and London: Pius XI, the Catholic Church, and the Abyssinian Crisis of 1935–1936". International History Review 11#2 (1989): 252–271.
- Marcus, Harold G. (1994). 《A History of Ethiopia》. London: University of California Press. 316쪽. ISBN 0-520-22479-5.
- Mockler, Anthony (2002). 《Haile Sellassie's war》. New York: Olive Branch Press. ISBN 978-1-56656-473-1.
- Mulder, Nicholas. The Economic Weapon: The Rise of Sanctions as a Tool of Modern War (2022) ch 8; excerpt also see online review
- Nicolle, David (1997). 《The Italian Invasion of Abyssinia 1935–1936》. Westminster, MD: Osprey. 48 pages쪽. ISBN 978-1-85532-692-7.
- Shinn, David Hamilton, Ofcansky, Thomas P., and Prouty, Chris (2004). 《Historical dictionary of Ethiopia》. Scarecrow Press. 633쪽.
- Post Jr, Gaines. "The Machinery of British Policy in the Ethiopian Crisis". International History Review 1#4 (1979): 522–541.
- Strang, G. Bruce. "'The Worst of all Worlds:' Oil Sanctions and Italy's Invasion of Abyssinia, 1935–1936". Diplomacy and Statecraft 19.2 (2008): 210–235.